# Le Rousset-Marizy

Le Rousset-Marizy is een gemeente in het Franse departement Saône-et-Loire (regio Bourgogne-Franche-Comté). De plaats maakt deel uit van het arrondissement Charolles. Le Rousset-Marizy is op 1 januari 2016 ontstaan door de fusie van de gemeenten Marizy en Le Rousset. 
1. ↑  Populations de référence 2022.